# Petrovce (Banská Bystrica)
Petrovce (in ungherese: Gömörpéterfala) è un comune della Slovacchia facente parte del distretto di Rimavská Sobota, nella regione di Banská Bystrica.